# Cantone di Andelot-Blancheville
Il Cantone di Andelot-Blancheville era una divisione amministrativa dell'Arrondissement di Chaumont.
A seguito della riforma approvata con decreto del 17 febbraio 2014, che ha avuto attuazione dopo le elezioni dipartimentali del 2015, è stato soppresso.

## Composizione
Comprendeva 16 comuni:
- Andelot-Blancheville
- Bourdons-sur-Rognon
- Briaucourt
- Chantraines
- Cirey-lès-Mareilles
- Consigny
- Darmannes
- Ecot-la-Combe
- Forcey
- Mareilles
- Montot-sur-Rognon
- Reynel
- Rimaucourt
- Rochefort-sur-la-Côte
- Signéville
- Vignes-la-Côte